# Fedia cornucopiae var. scorpioides
Fedia cornucopiae subsp. scorpioides é uma variedade de planta com flor pertencente à família Valerianaceae. 
A autoridade científica da variedade é (Dufr.) J.López & Devesa, tendo sido publicada em Acta Botanica Malacitana 28: 205. 2003.

## Portugal
Trata-se de uma variedade presente no território português, nomeadamente em Portugal Continental.
Em termos de naturalidade é nativa da região atrás indicada.

## Protecção
Não se encontra protegida por legislação portuguesa ou da Comunidade Europeia.